# Österreichische Alpine Skimeisterschaften 1937
Die Österreichischen Alpinen Skimeisterschaften 1937 fanden am 6. und 7. Februar in Innsbruck statt. An den Wettkämpfen nahm auch eine Vielzahl deutscher Sportler teil, da ihre zum selben Zeitpunkt angesetzten Meisterschaften wegen schlechter Schneeverhältnisse nicht ausgetragen werden konnten. Insgesamt waren über 100 Herren und mehr als 20 Damen am Start.

## Herren

### Abfahrt
| Platz | Name                    | Zeit       |
| ----- | ----------------------- | ---------- |
| 01    | Roman Wörndle (DEU)     | 7:17,0 min |
| 02    | Rudolf Cranz (DEU)      | 7:24,2 min |
| 03    | Franz Pfnür (DEU)       | 7:46,0 min |
| 04    | Gustav Lantschner (DEU) | 7:52,0 min |
| 05    | Thaddäus Schwabl        | 7:59,8 min |
| 06    | Richard Werle           | 8:01,0 min |
| 07    | Friedl Däuber (DEU)     | ?          |
| 08    | Neudorf (DEU)           | ?          |
| 09    | Josef Bierpriegl (DEU)  | ?          |
| 10    | Richard Siegl           | ?          |

Datum: 6. Februar 1937

Ort: Innsbruck

Strecke: Isshütte – Sistrans

Streckenlänge: 6500 m

Höhendifferenz: 1100 m

### Slalom
| Platz | Name                    | Zeit       |
| ----- | ----------------------- | ---------- |
| 1     | Rudolf Cranz (DEU)      | 2:30,2 min |
| 2     | Franz Pfnür (DEU)       | 2:35,3 min |
| 3     | Gustav Lantschner (DEU) | 2:39,0 min |
| 4     | Markus Maier            | 2:39,3 min |
| 5     | Josef Bierpriegl (DEU)  | 2:42,4 min |
| 6     | Robert Vetter (DEU)     | 2:50,2 min |
| 7     | Thaddäus Schwabl        | 2:50,3 min |

Datum: 7. Februar 1937

Ort: Innsbruck

### Kombination
| Platz | Name                    | Punkte |
| ----- | ----------------------- | ------ |
| 01    | Rudolf Cranz (DEU)      | 198,37 |
| 02    | Franz Pfnür (DEU)       | 190,32 |
| 03    | Gustav Lantschner (DEU) | 187,08 |
| 04    | Josef Bierpriegl (DEU)  | 181,31 |
| 05    | Markus Maier            | 180,88 |
| 06    | Thaddäus Schwabl        | 179,31 |
| 07    | Richard Werle           | 177,00 |
| 08    | Friedl Däuber (DEU)     | 176,62 |
| 09    | Robert Vetter (DEU)     | 171,77 |
| 10    | Neudorf (DEU)           | 171,37 |

## Damen

### Abfahrt
| Platz | Name                  | Zeit        |
| ----- | --------------------- | ----------- |
| 1     | Christl Cranz (DEU)   | 09:02,4 min |
| 2     | Lisa Resch (DEU)      | 09:22,2 min |
| 3     | Käthe Grasegger (DEU) | 09:38,0 min |
| 4     | Liesl Schwarz (DEU)   | 10:26,8 min |
| 5     | Hilde Gustine         | 10:30,8 min |
| 6     | Grete Fehl (DEU)      | 10:36,2 min |
| 7     | Vera Stefan (DEU)     | 11:07,5 min |
| 8     | Hanni Scheucher       | 11:11,0 min |
| 9     | Hilde Walter          | 11:16,8 min |
|       | Mali Lomberger        | 11:16,8 min |

Datum: 6. Februar 1937

Ort: Innsbruck

Strecke: Isshütte – Sistrans

Streckenlänge: 6500 m

Höhendifferenz: 1100 m

### Slalom
| Platz | Name                  | Zeit       |
| ----- | --------------------- | ---------- |
| 1     | Christl Cranz (DEU)   | 2:44,7 min |
| 2     | Lisa Resch (DEU)      | 2:57,5 min |
| 3     | Käthe Grasegger (DEU) | 3:11,3 min |
| 4     | Rosemarie Proxauf     | 4:29,1 min |
| 5     | Liesl Schwarz (DEU)   | 4:39,3 min |
| 6     | Hilde Walter          | 4:40,2 min |

Datum: 7. Februar 1937

Ort: Innsbruck

### Kombination
| Platz | Name                  | Punkte |
| ----- | --------------------- | ------ |
| 01    | Christl Cranz (DEU)   | 200,00 |
| 02    | Lisa Resch (DEU)      | 189,23 |
| 03    | Käthe Grasegger (DEU) | 179,92 |
| 04    | Liesl Schwarz (DEU)   | 145,69 |
| 05    | Rosemarie Proxauf     | 139,37 |
| 06    | Hilde Walter          | 138,97 |
| 07    | Hanni Scheucher       | 135,82 |
| 08    | Grete Fehl (DEU)      | 132,10 |
| 09    | Vera Stefan (DEU)     | 130,21 |
| 10    | Käthe Lettner         | 121,50 |